# Völkerball
Völkerball (in der Schweiz auch Völki oder Völk, in Teilen der DDR auch Zweifelderball genannt) ist ein Ballspiel mit variabler Anzahl von Spielern in zwei Parteien und nicht exakt festgelegter Spielfeldgröße. Üblich ist eine Spielsituation mit fünf bis sechs Mitspielern auf einem Volleyballfeld ohne Netz. Zwei Teams spielen gegeneinander mit dem Ziel, die Spieler der gegnerischen Mannschaft mit dem Ball zu treffen, sodass sie der Reihe nach „ausgeschaltet“ werden. Gefragt sind Gewandtheit, Treff- und Fangsicherheit, Ausdauer und Schnelligkeit.
In Deutschland wird es als Turnspiel im Deutschen Turner-Bund von Frauen und Mädchen wettkampfmäßig betrieben.

## Geschichte

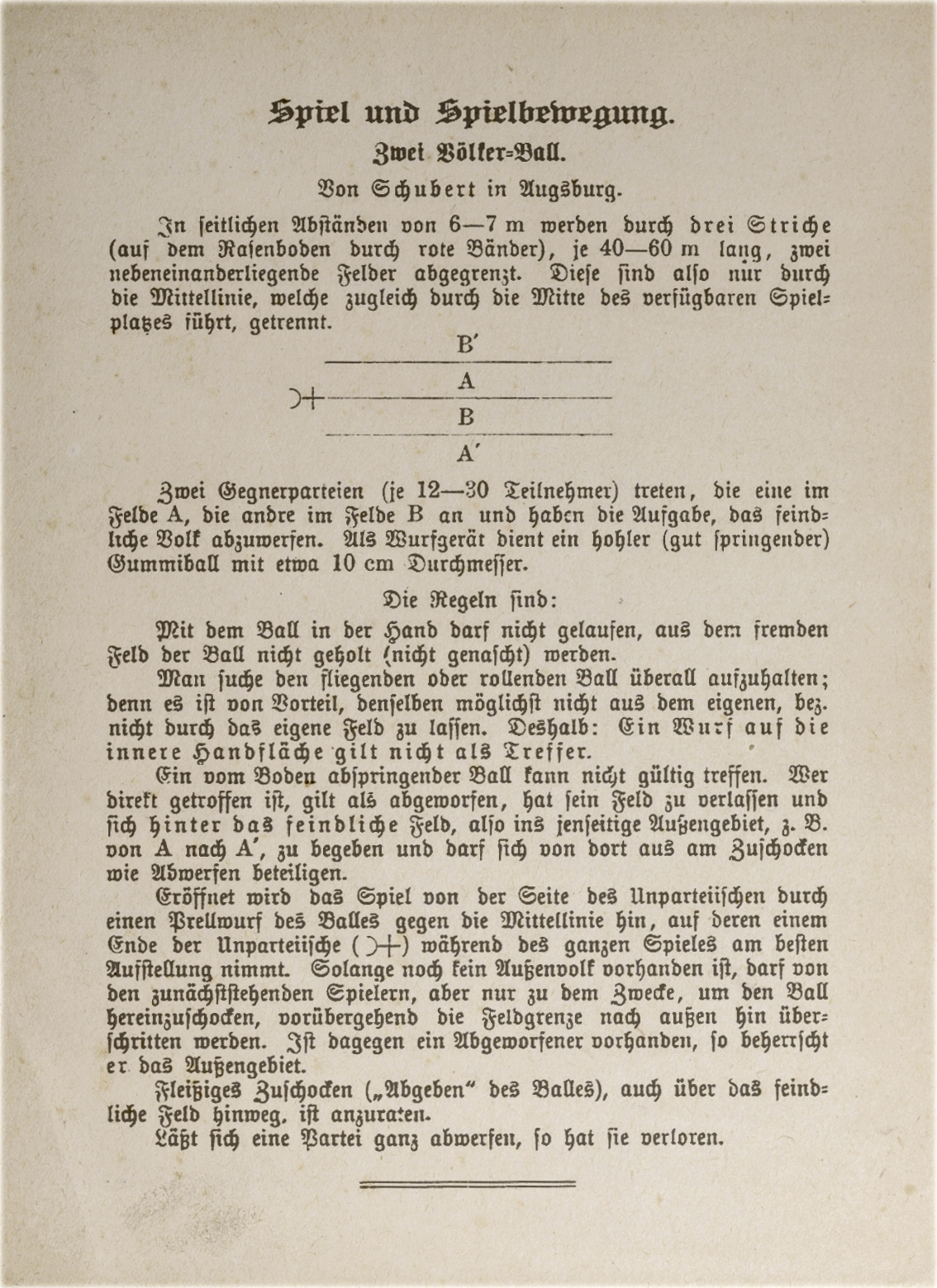
Früher Entwurf des Spiels, publiziert im Juli 1905 in der Deutschen Turnzeitung.

Völkerball wurde 1904 von dem Gymnasialturnlehrer Johann Baptist Schubert unter dem Namen Zwei-Völker-Ball entwickelt. Schubert war seinerzeit als Pädagoge am Humanistischen Gymnasium bei St. Anna und am Königlichen Realgymnasium zu Augsburg tätig und führte das Spiel in den Schulsport ein. 1905 erschien eine erste kurze Abhandlung in der Deutschen Turnzeitung. Eine ausführliche Beschreibung des Spiels wurde 1909 im Jahrbuch für Volks- und Jugendspiele veröffentlicht.
1911 nahm der Sportwissenschaftler Ernst Kohlrausch Völkerball erstmals in sein Buch Turnspiele nebst Anleitung zu Wettkämpfen und Turnfahrten für Lehrer, Vorturner und Schüler höherer Lehranstalten (9. Auflage) auf. Der österreichische Turnfunktionär Jarolaus Pawel bewertete das Spiel 1912 als ein „mit seinen überraschenden Augenblicken des Angriffs und der Abwehr ganz vortreffliches Kriegsspiel, das insbesondere den Schülern unserer höheren Klassen und den Jungabteilungen unserer Turnvereine dauernden Reiz bieten dürfte.“
In den 1920er Jahren war Völkerball als Kampfspiel bei Jugendorganisationen, wie den sozialistischen Roten Falken, sehr beliebt.
Während der wehrertüchtigende Charakter des Spiels in den 1930er und 1940er Jahren im Nationalsozialismus noch stark präsent war, verblasste dieser allmählich im Straßenspiel der Nachkriegszeit. Das Völkerballspiel verlor seinen Wehrcharakter. Der kriegerische Hintergrund verschwand, und es entstand ein rein sportlich ausgerichtetes Ball- und Parteienspiel.
In der Schulpraxis wandelten sich die Spielregeln unter pädagogischen Gesichtspunkten zu einem Mannschaftsspiel, das nach dem sportlichen Wettkampfprinzip funktionierte. Das abgemilderte Regelwerk erlaubte, dass die abgeworfenen Spieler nicht endgültig aus dem Spielgeschehen ausschieden, sondern sich vom Spielfeldrand aus durch einen eigenen Treffer wieder ins aktive Feldgeschehen zurückbringen konnten.

## Spielgedanke
Der ursprüngliche Spielgedanke symbolisiert die Schlacht zwischen zwei Völkern, die sich unter ihren Königen in einem Vernichtungskrieg gegenüberstehen. Die abgegrenzten Spielfelder (der Kampfplatz) stellen die Territorien dar. Der Ball dient als Angriffswaffe. Jeder Treffer eines gegnerischen Spielers markiert einen Gefallenen, der aus dem Spielgeschehen ausscheiden muss. Als Gegenwehr stehen den Verteidigern nur das Ausweichen vor den Schüssen oder das Auffangen und damit Unschädlichmachen des Schusses zur Verfügung. Damit verändert sich der Schlachtablauf, indem die Verteidiger zu den Angreifern werden, bis der Ball wieder verloren geht. Das Spiel (die Schlacht) endet mit der vollständigen Vernichtung eines der beiden Völker.

## Das Spielfeld
Das Spielfeld wird durch die Mittellinie in zwei gleich große, rechteckige Bereiche getrennt. Die Spielfeldgröße variiert je nach Altersgruppe. Bei den Altersgruppen E-C ist die Mittellinie 9 m und sind die Seitenlinien pro Spielfeld 7 m lang. Bei der Altersgruppe B, A und bei den Frauen beträgt die Länge der Seitenlinie pro Spielfeld 9 m (Ausnahmen: Beach-, Kleinfeldvölkerball). Die Teilnehmer sind durch keine sonstige physische Grenze (Netz, Seil o. Ä.) getrennt. Im Folgenden bezeichnet Innenfeld das Innere des Spielfeldes und Außenfeld das Gebiet außerhalb des Spielfeldes, wobei bei Meisterschaften im Vereinsvölkerball nur der Raum hinter der Grundlinie (hinter dem Innenfeld) als Fang- und Wurfraum genutzt werden darf.
Eine Partei besetzt eine Seite des Innenfeldes und die gegenüberliegende Seite des Außenfeldes.

## Spielablauf

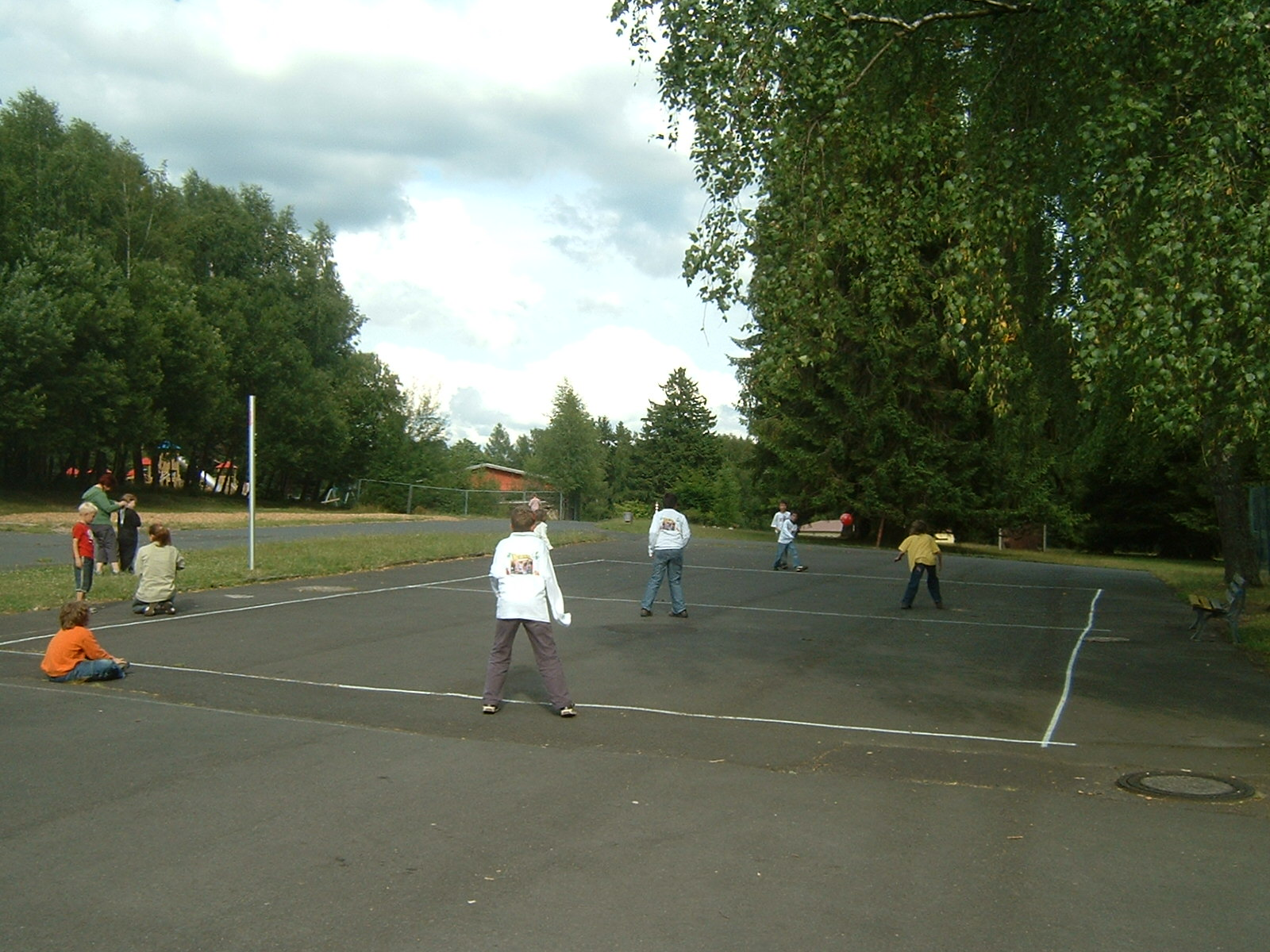
Kinder spielen Völkerball (Feld im Kinderdorf Wegscheide)

Vor Beginn des Spiels wählt jede der beiden Spielparteien einen König (manchmal auch Hintermann, Scheintot, Strohpuppe, Strohmann, Torwart, Herold, Grenzwächter, Spion, Fliege oder Abgesandter, in Österreich und Süddeutschland Geist bzw. Freigeist genannt). Dieser bleibt bis zur Schlussphase des Spiels in seinem Außenfeld. Der Ballinhaber zu Spielbeginn wird bestimmt durch Auslosung oder durch Sprungball, ähnlich wie beim Basketball. Bei anderen Varianten spielt man mit zwei Bällen, wobei zu Spielbeginn jeder König einen dieser Bälle erhält. Der Ball ist heiß (oder scharf), wenn seit dem letzten Bodenkontakt zwei Personen, die nicht im selben Innenfeld stehen, den Ball berührt haben. Eine Person, die – im Innenfeld stehend – von einem von der gegnerischen Partei kommenden heißen Ball getroffen wird und ihn nicht fangen kann, ist ab oder raus und muss in ihr Außenfeld. Wurde die Person von einem im Außenfeld stehenden Gegner getroffen, so darf dieser (sofern er nicht der König ist) in das Innenfeld seiner Partei zurückkehren; stand der Werfer in seinem Innenfeld, so geschieht mit ihm nichts. Personen im Außenfeld können nicht abgeworfen werden.
Sind alle Innenfeldspieler getroffen worden und ist das Innenfeld damit verwaist, muss der König in sein Innenfeld wechseln. In der Regel erhält der König nun den Ball und hat drei Leben. Erst wenn alle seine Leben verbraucht sind, endet das Spiel. Der König verlässt das Innenfeld wieder, wenn einer seiner Mitspieler aus dem Außenfeld einen Gegner getroffen hat und dieser Mitspieler wieder im Innenfeld spielt. Ein Spieler gilt erst als getroffen, wenn der Ball nach dem Körperkontakt den Boden berührt.
Folglich muss der Getroffene den Innenraum nicht verlassen, wenn ein Mitspieler den Ball noch in der Luft fängt. Kann ein Spieler einen von einem seiner Mitspieler kommenden Ball nicht fangen, so geschieht ihm nichts. Der Ball gilt lediglich nicht mehr als heiß.
Ein Ball gehört stets zu dem Innen- oder Außenfeld, in dem er sich befindet. Hierzu wird die Mittellinie imaginär ins Außenfeld verlängert.
Dies sind die Regeln, die meist beim Spiel in der Schule gelten. Bei den Turnier-Spielen, die Frauen und Mädchen bestreiten, sind manche Regeln etwas anders. Die sogenannte Burg, Hintermann oder der König (die Person, die an der Außenlinie steht) bekommt am Anfang den Ball, welche Partei das ist, wird ausgelost. Zu Beginn des Spiels muss der Ball zweimal über das Feld geworfen werden, bis man mit dem Ball gegnerische Spieler abwerfen kann. Die abgeworfenen Spieler können sich bei den richtigen Regeln jedoch nicht wieder ins Spiel werfen, und es darf auch nur von der Außenlinie und nicht von der Seite geworfen werden. Gerät der Ball über die Seitenlinie, ist der Ball aus, und die Partei, die den Ball zuletzt berührt hat, muss den Ball abgeben. Tritt ein Spieler über die Seitenlinie, gibt es zunächst zwei Verwarnungen und der Ball muss abgegeben werden. Tritt jemand ein drittes Mal über, ist er aus dem Spiel. Die Burg kommt dann ins Spiel, wenn nur noch zwei Spieler im Feld sind. Sie hat nur ein Leben. Kopfbälle und Treffer, die beim Übertreten erzielt wurden sowie das Fangen des Balls zählen nicht als Treffer. Der Spieler darf entsprechend im Feld bleiben.

## Regelvarianten
1. Der Ball gilt stets als heiß.
2. Indirektes Spiel: Der Ball ist nach dem Wurf erst heiß, wenn er im Innenfeld den Boden berührt hat.
3. Ein Wurf, bei dem der Werfende die Spielfeldbegrenzung oder die Mittellinie überschreitet, ist ungültig.
4. Abgeworfene Spieler dürfen nicht wieder in das Innenfeld zurück.
5. Der König hat nur ein Leben.
6. Der König muss bereits ins Innenfeld, wenn sich nur noch einer (oder zwei) Mitspieler darin befinden.
7. Getroffene Spieler können wieder ins Spiel zurückkehren. Dabei gibt es verschiedene Möglichkeiten:
  - Klassisch  Wenn die Person, von der man getroffen wurde, in das Außenfeld muss, ist man wieder im Spiel.
  - Schleppen  Zwei aktive Spieler rennen in das Außenfeld und können einen Spieler in ihr Feld zurücktragen (dieser darf sich nicht selber bewegen, er muss also an den Händen und an den Füßen getragen werden). Wird einer der drei angeschossen, muss der Angeschossene genau wie der Getragene zurück.
  - Werfen  Trifft eine Person aus dem Außenfeld einen Mitspieler der anderen Spielpartei, darf sie zurück ins Feld.
  - Durchlaufen  Bereits abgeworfene Spieler dürfen von der hinteren Außenlinie des gegnerischen Feldes aus versuchen, in ihr eigenes zu laufen. Werden sie dabei von einem Gegenspieler berührt, müssen sie wieder ins Außenfeld.

## Spielvarianten
Keulenvölkerball
Jeder stellt seine Keule auf dem Teamfeld auf. Wessen Keule umkippt (gilt auch bei Bodenauf, Wandab, Selbstverschulden oder sonstigem), muss in die Hölle. Die Keulen dürfen nicht zu nahe an die Wand gestellt werden. Allerdings darf jeder seine und auch andere beschützen. Für den Sportunterricht in der Schule bietet sich statt einer Keule eine Weichbodenmatte an.
Zahlenvölkerball
Hierbei verteilen die jeweiligen Teams im Geheimen Zahlen 1 bis x (x = Anzahl Mitspieler). Nur in der jeweiligen Reihenfolge wandern die Spieler in die Hölle. Das heißt, die Gegner müssen jeweils solange die Spieler abwerfen, bis sie die 1 treffen und dann die 2 und so weiter.
Königsvölkerball
Es werden im Geheimen ein König (gilt für beide Geschlechter) und ein Joker gewählt. Wird der König getroffen, ist das Spiel komplett zu Ende. Der Joker ist ein Spieler, der Immunität genießt und nicht in die Hölle muss, auch wenn er getroffen wird. Er fungiert als Schutzschild.
Burgenvölkerball
Die beiden Parteien haben eine Minute Zeit, um sich mit allen ihnen zugänglichen Hindernissen (Matten, Böcken, Stäbe etc.) eine Burg aufzubauen, hinter der sie sich später verstecken können. Bei dieser Variante gibt es nur noch zwei Felder, und zwar diejenige der Teams, in der auch die Burg steht. Gespielt wird nur mit einem Ball und das Team, welches jeweils im Besitz des Balles ist, darf angreifen. Die anderen müssen sich hinter/auf/um/unter/vor der Burg verstecken. Vor der letzten Minute kann man auch die Burg zum Stürmen freigeben. Dann gelten keine Grenzen mehr.
Mattenvölkerball
Es wird von jeder Partei eine Matte im vorderen Drittel aufgestellt und festgehalten. Es gelten die gleichen Regeln, jedoch ist das Spiel verloren, wenn die Matte umkippt.
Kerkerball (auch Gefängnisball)
Es wird in jedem Spielfeld eine Bank oder ein ähnlicher Gegenstand aufgestellt, auf dem mehrere Personen stehen können. Wird jemand getroffen, muss er in diesen sogenannten Kerker. Von seinen Mitspielern kann er den Ball zugeworfen bekommen. Fängt er ihn, so darf er ins Spiel zurück. Das Spiel ist gewonnen, wenn alle gegnerischen Spieler im Kerker sind.
Laufvölkerball
Bei dieser Variante gibt es zwei Spielfelder für jeweils eine Partei. Im Unterschied zu den anderen Varianten gibt es hier keinen Freigeist. Die Spieler der jeweiligen Partei dürfen bis ans Ende des Spielfeldes laufen. Außerdem gibt es eine Art Schlachtfeld, auf dem die beiden Parteien sich begegnen können. Es kann also ein Spieler bis an einen begrenzten Bereich des gegnerischen Spielfeldes laufen. Wenn ein Spieler abgeworfen wurde, muss dieser an der Seite des Spielfelds warten, bis einer seiner Mitspieler den Ball fängt. Sobald dies geschieht, darf der Spieler der Mannschaft, die den Ball gefangen hat, wieder zurück ins Spiel kommen. Diese kaum bekannte Variante von Völkerball wird im Westen Österreichs gespielt.
Dreifeldervölkerball
Das Spielfeld besteht aus drei Feldern, den beiden Mannschaftsfeldern und einem Feld in der Mitte, das von beiden Teams betreten werden darf. Wenn ein Spieler abgeworfen ist, muss er auf eine Bank, die bei seinem Mannschaftsfeld steht. Er darf erst wieder ins Feld, wenn ein gegnerischer Spieler abgeworfen wurde oder wenn ein Spieler aus dem eigenen Team einen Ball gefangen hat.
T-Ball
Bei dieser Variante müssen abgeworfene Spieler auf einer Bank platznehmen und dürfen erst wieder ins Spiel, wenn jemand aus der eigenen Mannschaft einen Ball der Gegner fängt.

## Völkerball im Sportunterricht
Einige Sportpädagogen vertreten die Ansicht, dass Völkerball nicht für den Sportunterricht geeignet sei, weil das Spiel ein Kriegsszenario darstelle, bei dem der Ball als Angriffswaffe gegen eine gegnerische Gruppe gesehen werden könnte. Ziel des Spiels sei, andere zu treffen, wobei es auch zu Verletzungen kommen könnte. Insbesondere Wehrlose, Minderheiten und Schwache könnten so Ziel aggressiven Verhaltens werden und es bestehe die Gefahr von Mobbing. Im April 2020 veröffentlichten kanadische Wissenschaftler für das strukturell ähnliche Dodgeball einen Artikel mit vergleichbarer Stoßrichtung.
Angesichts großer Medienresonanz auf diese Vorwürfe sah sich der Deutsche Sportlehrerverband 2019 zu einer Stellungnahme veranlasst. Pädagogen, die einen Einsatz im Sportunterricht für weniger problematisch halten, betonen, dass fachliche Begleitung durch die Lehrer erforderlich sei, um die Notwendigkeit von Fair Play zu vermitteln.
In Österreich scheiterten schon in den 1990er Jahren einzelne Pädagogen, das Ballspiel im Turnunterricht abzuschaffen.

## Verwandte Spiele

### Kriegsball
Kriegsball (auch Festungsball genannt) ist ein Mannschaftsspiel, das seit den 1890er Jahren im deutschen Sprachraum Verbreitung fand. Hierbei ist das Spielfeld in drei gleich große Felder mit drei gleich großen Spielparteien geteilt. Die beiden äußeren Parteien („Heere“) sind bestrebt, gemeinsam Spieler aus der Mittelpartei (die „Festung“) mit einem Ball abzuwerfen. Letztere verteidigen sich und greifen selbst nach beiden Seiten hin an. Jeder vom Ball getroffene Spieler scheidet aus (oder tritt alternativ zu der Partei über, von der er abgeworfen wurde). Die Partei, die zum Schluss die wenigsten Spieler hat, hat verloren.

### Jägerball
Beim Jägerball (auch Mordball genannt) wird ein Spieler zum „Jäger“ erwählt. Die übrigen Spieler sind das „Wild“ und verteilen sich über das Spielfeld. Der Jäger versucht nun, das Wild mit dem Ball abzuwerfen. Wurde ein Gegner getroffen, so wird dieser Gehilfe des Jägers und muss beim Abwurf der anderen Spieler helfen. Jäger und Gehilfen dürfen sich gegenseitig den Ball zuspielen und abwerfen. Der zuletzt übrig gebliebene Spieler wird Jäger im neuen Spiel. Eine Unterart des Spiels ist Wettjägerball. Dabei stehen sich zwei gleich große Parteien gegenüber.

### Dodgeball
Dodgeball oder dodge ball ist eine in den USA entstandene Ballsportart, die dem Völkerball ähnelt. Es kommen dabei mehrere Bälle zum Einsatz, und es gibt weder ein Außenfeld noch einen König. Im Unterschied zum Völkerball ist ein Werfer ab, d. h. aus dem Spiel, wenn der Ball von einem gegnerischen Spieler gefangen wird. International ist diese Sportart weit verbreitet, und es finden seit 2008 jährlich Europameisterschaften statt.
Spökboll (schwedisch für Geisterball) ist die schwedische Variante des Völkerballs. Die Regeln ähneln sich sehr. Es wird vorwiegend in Schulen gespielt.

## Events
In Berlin wird seit 2002 alljährlich eine „Strandvölkerball-Weltmeisterschaft“ ausgetragen.